# Distretto di Shilong
Il distretto di Shilong (石龙区S, Shílóng QūP) è un distretto della Cina, situato nella provincia di Henan e amministrato dalla prefettura di Pingdingshan.